# De La Rue (cráter)

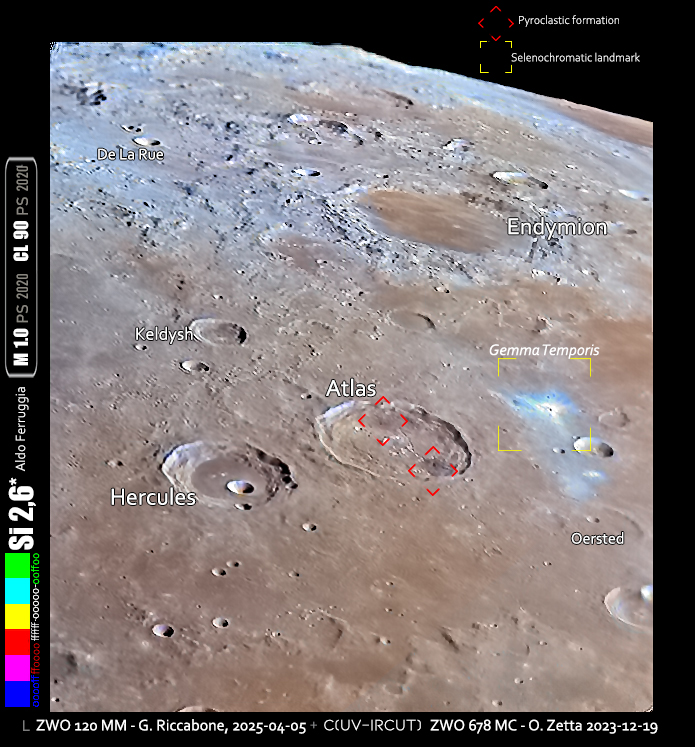
El cráter en formato selenocromático (Si)

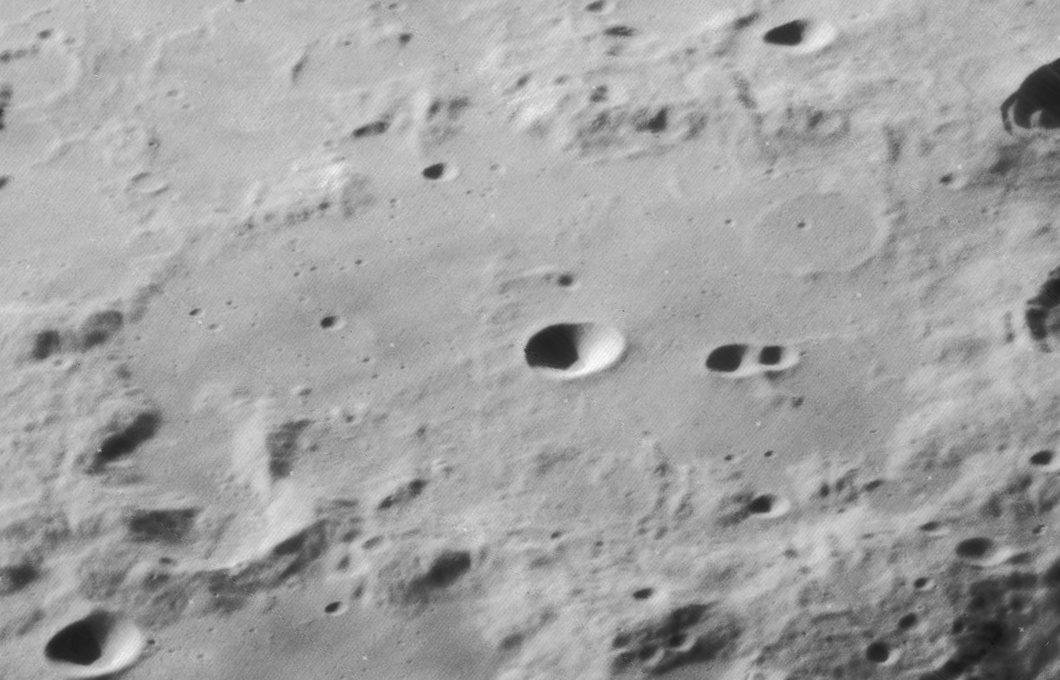
Fotografía de la misión Lunar Orbiter 4 (1967)

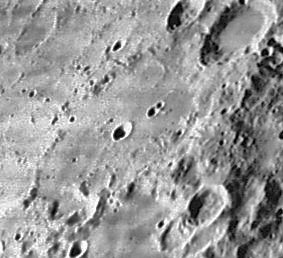
Fotografía de la misión Lunar Orbiter 4

De La Rue es el remanente de un cráter de impacto lunar, o posiblemente varios cráteres fusionados, formando lo que suele denominar una llanura amurallada. Se encuentra en la parte noreste de la cara visible de la Luna, apareciendo en escorzo debido a su ubicación. Esta formación se encuentra al norte-noroeste del prominente cráter Endymion, justo más allá del extremo oriental del Mare Frigoris. El cráter Strabo invade parte del borde norte de De La Rue, y el más pequeño cráter Thales está unido a la parte noroeste de la pared.
El cráter lleva el nombre de Warren De la Rue, quien tomó algunas de las primeras fotos de la luna.
El perímetro de De La Rue es una masa desintegrada de colinas, terreno irregular, y muescas de viejos cráteres. El borde es redondeado generalmente a lo largo de la mitad noroeste, mientras que una formación hacia el sureste invade el cráter, de lo que resulta una pared un tanto rectilínea a lo largo de ese flanco. El resultado global es un perímetro con forma de pera. Hay restos de pequeños cráteres a lo largo del borde sur-sureste, con varias marcas de cráteres palimpsestos que se encuentran a lo largo del suelo interior del cráter junto a la pared interior norte.
|  |

Cerca del punto medio del piso interior relativamente plano se halla el cráter satélite con forma de cuenco De La Rue J. Aparece una zona de suelo rugoso unida al borde meridional de este cráter, y colinas bajas al oeste. La plataforma interior es más consistente a lo largo del lado sureste. El suelo restante está marcado por muchos pequeños cráteres, con un par de impactos notables en la parte noreste del interior.

## Cráteres satélite
Por convención estos elementos son identificados en los mapas lunares poniendo la letra en el lado del punto medio del cráter que está más cerca de De La Rue.
|           | \| De La Rue \| Coordenadas \| Diámetro \| \| --------- \| ---------------------------- \| -------- \| \| D \| 56°48′N 46°12′E / 56.8, 46.2 \| 17 km \| \| E \| 56°48′N 49°42′E / 56.8, 49.7 \| 32 km \| \| J \| 59°00′N 52°48′E / 59.0, 52.8 \| 14 km \| \| P \| 60°30′N 61°24′E / 60.5, 61.4 \| 10 km \| \| Q \| 61°30′N 60°30′E / 61.5, 60.5 \| 10 km \| \| R \| 62°06′N 61°06′E / 62.1, 61.1 \| 9 km \| \| S \| 62°54′N 61°36′E / 62.9, 61.6 \| 12 km \| \| W \| 55°42′N 46°54′E / 55.7, 46.9 \| 18 km \| |          |
| De La Rue | Coordenadas | Diámetro |
| D         | 56°48′N 46°12′E / 56.8, 46.2 | 17 km    |
| E         | 56°48′N 49°42′E / 56.8, 49.7 | 32 km    |
| J         | 59°00′N 52°48′E / 59.0, 52.8 | 14 km    |
| P         | 60°30′N 61°24′E / 60.5, 61.4 | 10 km    |
| Q         | 61°30′N 60°30′E / 61.5, 60.5 | 10 km    |
| R         | 62°06′N 61°06′E / 62.1, 61.1 | 9 km     |
| S         | 62°54′N 61°36′E / 62.9, 61.6 | 12 km    |
| W         | 55°42′N 46°54′E / 55.7, 46.9 | 18 km    |